# Кадниково (Сисертський міський округ)
Ка́дниково (рос. Кадниково) — село у складі Сисертського міського округу Свердловської області.
Населення — 279 осіб (2010, 306 у 2002).
Національний склад населення станом на 2002 рік: росіяни — 95 %.